# Tandem (chanson)
Pour les articles homonymes, voir Tandem (homonymie).
Singles de Vanessa Paradis
Mosquito
(septembre 1989) Dis-lui toi que je t'aime
(novembre 1990)
Pistes de Variations sur le même t'aime
Flagrant délire Au charme non plus
Tandem est une chanson de Vanessa Paradis. Elle est sortie en mai 1990 en tant que 7e single de l'artiste et comme le 1er extrait de l'album Variations sur le même t'aime. Tandem est écrite par Serge Gainsbourg et composée par Franck Langolff (comme le reste des chansons de l'album).

## Sortie
Tandem sort fin mai 1990 en France, peu avant la sortie de l'album Variations sur le même t'aime. Il sort ensuite au Canada en juin. C'est d'ailleurs le dernier single de Vanessa Paradis commercialisé dans ce pays[réf. nécessaire]. Puis c'est au tour du reste de l'Europe en septembre. Le Japon, lui, ne met en vente que l'album.

## Ventes
Le 45 tours de Tandem s'écoule à plus de 60 000 exemplaires et atteint la 22e place du Top 50 ,. Malgré son intensive promotion et sa grande popularité, ce titre ne rencontrera pas le succès escompté en termes de vente. Pourtant, il devient l'un des plus marquants du répertoire de la chanteuse.

## Supports
Le disque est sorti dans les pays suivants :
- France : 45 tours[4], Maxi 45 tours[5] et CD single[6].

En septembre 1990, de nouveaux supports avec un remix et un visuel différent sont mis en vente : un Maxi 45 tours et un CD maxi. Un maxi 45 tours hors-commerce est également envoyé aux DJ.
- Europe : Le 45 tours présente des couleurs d'écritures différentes (or au lieu d'ocre)[10]. Le maxi 45 tours et le CD maxi ont un couplage inédit : la pochette du single mais avec les versions remix. Ils sont très, très rares contrairement au 45 tours.
- Canada : 45 tours sans pochette au label rouge[11]. Pour la promotion, un maxi 45 tours sans pochette, avec les versions remix, est envoyé aux DJ et les radios reçoivent un CD single sous boitier plastique, sans pochette lui aussi[12].

## La chanson

### Versions
Tandem existe en version single de 3:30 et en deux versions remix : version courte 3:49 et version longue 7:31.
Vanessa Paradis a ensuite interprété le titre lors de ses 5 tournées : Natural High Tour en 1993, Bliss Tour en 2001, Divinidylle Tour en 2008, la Tournée Acoustique en 2010 et le Love Songs Tour en 2013.
À la télévision, Vanessa Paradis a interprété une version inédite de Tandem avec Franck Langolff lors de l'émission Champs-Élysées diffusée le 21 avril sur Antenne 2. La plupart des couplets n'ont rien à voir avec la version définitive de l'album et du single. Ensuite, elle rechante la chanson lors du Concert privé qu'elle donne à Canal+ en 1996 et diffusé le 3 mai. Puis, elle reprend le titre en duo avec Francis Cabrel lors de la soirée des Enfoirés enregistrée le 26 janvier 1997 et diffusée le 8 février sur TF1.

### Reprises
Quelques artistes ont repris Tandem sur scène ou sur CD : 
- 2000 : Isabelle Boulay sur l'album live Scène d'amour - chez Sidéral[19]
- 2002 : Jenifer & Ginie Line - en version live et en duo
- 2004 : Amel Bent et Julien Chagnon sur l'album Nouvelle Star, l'album des finalistes - 19/04/2004, en version studio
- 2005 : Lynnsha sur l'album Tandem - chez Up Music[20].
- 2014 : Natasha St Pier sur l'album Les Enfants du Top 50 - chez Play On - 09/2014, en version studio
- 2015 : Shy'm comme deuxième single de son best of À nos dix ans - chez Warner, en version studio
- 2019 : Lorie sur scène pendant la tournée Des choses à se dire

## Le clip
Tandem a été réalisé par Jean-Baptiste Mondino. Il a nécessité deux jours de tournage puis une semaine de post-production, afin de donner aux images un noir et blanc chromé.
La chanteuse et les danseurs portent des créations du styliste Lionel Cros. La danseuse jouant de la guitare avec fougue et les seins nus est Emma Sjöberg qui sera connue du grand public français 8 ans plus tard dans Taxi de Gérard Pirès.
Il a reçu la Victoire de la musique du Vidéo-clip de l'année, en février 1991.
Ce clip mythique deviendra une référence en la matière, inspirant de nombreux artistes. Tourné en noir et blanc avec une esthétique rock et sensuelle intense, il obtiendra une reconnaissance mondiale.

## À la télévision
La 1re fois que Vanessa a interprété Tandem à la télévision, c'était le 21 avril 1990 dans l'émission spéciale Champs-Élysées qui lui était consacrée. C'est une version non finalisée qui est présentée et en duo.
La véritable promotion de Tandem en tant que single ne commence qu'en juin et dure deux mois jusqu'en août :
- 30 mai : Sacrée Soirée (TF1). Avec interview.
- juin : Nulle Part Ailleurs (Canal +). Avec interview.
- 9 juin : La 1 est à vous (TF1)
- 15 juin : Avis de recherche (TF1). Avec interview et L'amour en soi.
- 24 juin : Le monde est à vous (A2). Et La vague à lames
- 27 juin : Sacrées vacances (TF1)
- 29 juin : La classe (FR3)
- 9 juillet : Le grand bazar (A2). Avec sketchs et La vague à lames
- 9 août : Ages tendres (A2)

Vanessa reviendra ensuite chanter le titre dans des émissions spéciales de fin d'année :
- 10 décembre : Mission Appolo (A2)
- 22 décembre : Vanessa, 18 ans et alors ? (TF1)